# Ti boš vedno prvi
»Ti boš vedno prvi« je skladba in video singel Helene Blagne iz leta 2017. Avtor glasbe je Raay, besedila pa Drago Mislej.
Skladbo je posnela kot napoved prihajočega albuma. Na lestvici najbolj predvajanih domačih skladb je dosegla drugo mesto.

## Zasedba

### Produkcija
- Raay – glasba, aranžma, producent
- Drago Mislej "Mef" – besedilo

### Studijska izvedba
- Helena Blagne – vokal

## Lestvice
| Lestvica (2017)      | Najvišja uvrstitev |
| -------------------- | ------------------ |
| Slovenija (SloTop50) | 20                 |

| Lestvica (2017)      | Najvišja uvrstitev |
| -------------------- | ------------------ |
| Slovenija (SloTop50) | 33                 |

## Videospot
Helena Blagne je za skladbo posnela tudi videospot, ki si ga je v mesecu dni na kanalu Youtube ogledalo več kot 300,000 ljudi. Videospot je bil posnet v Arboretumu Volčji Potok.